# Linia kolejowa Berlin – Dresden
Linia kolejowa Berlin – Drezno – w większości dwutorowa, zelektryfikowana, główna linia kolejowa położona w trzech niemieckich krajach związkowych: Berlinie, Brandenburgii i Saksonii, która była pierwotnie zbudowana i eksploatowana przez Berlin-Dresdner Eisenbahn-Gesellschaft. Przebiega z Berlina przez południowe tereny Teltow, a następnie między Łużycami Dolnymi i Fläming przez Elsterwerda i Großenhainer Pflege do Drezna. Linia ma długości 174,2 km. Tylko na odcinku Lichtenrade – Blankenfelde jest jednutorowa.